# Pariana swallenii
Pariana swallenii là một loài thực vật có hoa trong họ Hòa thảo. Loài này được R.C.Foster mô tả khoa học đầu tiên năm 1966.